# Conseil cantonal d'Appenzell Rhodes-Extérieures
Législature 2023-2027
Palais du Gouvernement
Le Conseil cantonal (en allemand : Kantonsrat) est le parlement cantonal du canton suisse d'Appenzell Rhodes-Extérieures.

## Composition
Le Conseil cantonal est composé de 65 membres.

## Élection
Les députés sont élus dans chaque commune du canton, qui fait office de circonscription électorale. Chaque commune a le droit d'être représentée par au moins un député. Le canton n'étant composé que de 20 communes, le reste des sièges (au nombre de 35) est réparti selon la population communale.
Les dernières élections ont eu lieu le 16 avril 2023 et donne la composition suivante  :
| Parti | Parti                        | Parti | Sièges |
| ----- | ---------------------------- | ----- | ------ |
|       | Parti libéral-radical        | PLR   | 22     |
|       | Indépendants                 | Ind   | 19     |
|       | Parti socialiste             | PS    | 10     |
|       | Union démocratique du centre | UDC   | 7      |
|       | Le Centre                    | LC    | 3      |
|       | Parti évangélique            | PEV   | 2      |
|       | Vert'libéraux                | PVL   | 2      |
| Total | Total                        | Total | 65     |

### Bases légales
- Verfassung des Kantons Appenzell A.Rh. (Cst./AR) du 30 avril 1995 (état au 1er juin 2015), bGS 111.1.